# Lese- und Rechtschreibstörung
Die Lese- und Rechtschreibstörung (LRS), fachsprachlich Legasthenie (von lateinisch legere ‚lesen‘ und altgriechisch ἀσθένεια asthéneia, deutsch ‚Schwäche‘, also ‚Leseschwäche‘), bezeichnet die massive und lang andauernde Störung des Erwerbs der Schriftsprache (geschriebenen Sprache). Eine bloße Leistungsschwäche hingegen (z. B. von Schülern im Vergleich zu Gleichaltrigen) wird als Lese-Rechtschreib-Schwäche bezeichnet.
Menschen mit einer Lese- und Rechtschreibstörung haben Probleme mit der Umsetzung der gesprochenen Sprache in geschriebene Sprache (und umgekehrt). Als Ursache werden eine genetische Veranlagung, Probleme bei der auditiven und visuellen Wahrnehmungsverarbeitung, bei der Verarbeitung von Sprache und vor allem bei der phonologischen Bewusstheit angenommen. Ein eindeutiger wissenschaftlich fundierter Beweis steht noch aus (Stand März 2021). Die Legasthenie tritt isoliert und erwartungswidrig auf: das heißt, die schriftsprachlichen Probleme entstehen, ohne dass es für sie ohne gründliche Untersuchung durch einen Neurologen eine plausible Erklärung gibt (wie generelle Minderbegabung oder unzureichende Beschulung).
Der Bundesverband Legasthenie und Dyskalkulie geht davon aus, dass in Deutschland 4 % der Schüler von einer Legasthenie betroffen sind. Bei frühzeitiger Erkennung können die Probleme in vielen Fällen kompensiert werden; doch je später eine Therapie einsetzt, desto geringer sind in der Regel die erzielbaren Effekte. Dass entsprechende Hoffnungen in der Praxis nur bedingt berechtigt sind, belegt eine Studie der Universitätsklinik München, der zufolge 4 % aller deutschen jungen Erwachsenen nur ein durchschnittliches Rechtschreibniveau von Viertklässlern erreicht haben.

## Erscheinungsbild aus medizinischer Sicht
Nach ICD-10, der Internationalen Klassifikation der Krankheiten und verwandter Gesundheitsprobleme durch die Weltgesundheitsorganisation WHO, ist die Lese- und Rechtschreibstörung eine „Krankheit“. Die WHO unterscheidet zwischen
- Lese- und Rechtschreibstörung (F81.0),
- isolierter Rechtschreibstörung (F81.1),
- Rechenstörung (F81.2) und
- einer kombinierten Störung schulischer Fertigkeiten (F81.3; Beeinträchtigung des Lesens, Schreibens und Rechnens).

Neuere Forschungsarbeiten weisen darauf hin, dass auch die Lesestörung isoliert auftreten kann und sich zudem von der isolierten Rechtschreibstörung unterscheidet, da die Störungsbilder mit jeweils unterschiedlichen Problemen im Arbeitsgedächtnis, einem Teilbereich des Gehirns, einhergehen. Die Störungen können zwar auch in Kombination auftreten, hängen aber demnach nicht zusammen. Anders als in der ICD-10 finden sich im DSM-5 aus diesem Grund getrennte Kategorien für Störung des Lesens, des Schreibens, der mathematischen Kompetenzen sowie aller Kombinationen dieser Lernstörungen.
Zu Beginn des Schriftspracherwerbs können Probleme beim Aufsagen des Alphabets, der Benennung von Buchstaben oder dem Bilden von Reimen auftreten. Später zeigen sich Leseprobleme, die folgende Formen annehmen können:
- Auslassen, Verdrehen oder Hinzufügen von Wörtern oder Wortteilen
- niedrige Lesegeschwindigkeit
- Ersetzen von Buchstaben, Silben und Wörtern
- Startschwierigkeiten beim Vorlesen, langes Zögern oder Verlieren der Zeile im Text
- Vertauschen von Wörtern im Satz oder von Buchstaben in den Wörtern
- Schwierigkeiten bei Doppellauten

Ebenso können Probleme im Leseverständnis auftreten, die sich folgendermaßen äußern:
- Unfähigkeit, Gelesenes wiederzugeben, aus Gelesenem Schlüsse zu ziehen oder Zusammenhänge zu sehen
- Gebrauch allgemeinen Wissens anstelle der Textinformationen beim Beantworten von Fragen

Diese Lese- und Rechtschreibfehler sind nicht nur typisch für Kinder mit einer Lese- und Rechtschreibstörung. Alle Kinder, die das Lesen und Schreiben erlernen, machen anfänglich die gleichen Fehler in verschieden starkem Ausmaß. Bei den meisten Kindern nehmen die Probleme jedoch sehr rasch ab und verschwinden schließlich weitgehend. Kinder mit Legasthenie machen die Fehler wesentlich häufiger, und die Probleme bleiben über lange Zeit stabil. Auffällig ist besonders, dass die Fehler kaum Konstanz erkennen lassen: Weder ist es möglich, stabile Fehlerprofile zu ermitteln, noch gibt es eine bestimmte Systematik der Fehler. Ein und dasselbe Wort wird immer wieder unterschiedlich falsch geschrieben.
Auch wenn eine Legasthenie nicht anhand der Fehlertypen diagnostiziert werden kann, so hat sich doch unter therapeutischen Gesichtspunkten eine Unterteilung der Fehler in die folgenden Fehlerarten als hilfreich erwiesen:
- Phonemfehler als Verstöße gegen die lautgetreue Schreibung (Verstöße gegen die Buchstaben-Laut-Zuordnungsregeln, Probleme bei der Wortdurchgliederung: Auslassungen, Verdrehungen, Hinzufügungen)
- Regelfehler als Verstöße gegen die regelhaften Abweichungen von der lautgetreuen Schreibung (Ableitungsfehler, Groß-/Kleinschreibungsfehler)
- Speicherfehler oder Merkfehler als Verstöße gegen die regelhaften Abweichungen
- Restfehler

## Ursachen
Zur Entstehung einer Lese- und Rechtschreibstörung können vielfältige Ursachen beitragen, wobei in aller Regel verschiedene Faktoren zusammenwirken. Einzelne Einflüsse, wie etwa eine genetische Disposition, führen nicht zwangsläufig zur Herausbildung einer Lernstörung, sondern können durch präventive Maßnahmen im Vorschulalter und intensive Betreuung während der gesamten Schul- und Ausbildungszeit kompensiert werden.
Derzeit werden unter anderem die folgenden Ursachen diskutiert:
1. Genetik: Da in Familien häufig mehrere Familienmitglieder von LRS betroffen sind, wird in jüngerer Zeit verstärkt eine genetische Komponente diskutiert. Da die Konkordanz für die Lese- und Rechtschreibstörung bei eineiigen Zwillingen 68 %, bei zweieiigen Zwillingen hingegen nur 38 % beträgt, ist ein substantieller genetischer Einfluss nicht von der Hand zu weisen.[9] Man vermutet eine polygenetische Ursache mit Bezug zu den Chromosomen 2, 3, 6, 18 und vor allem 15. Ein deutsch-schwedisches Forscherteam hat 2006 auf dem 6. Chromosom ein Gen mit der Bezeichnung DCDC2 identifiziert (GeneID 51473), das mit Legasthenie anscheinend deutlich korreliert ist. Es wird angenommen, dass dieses Gen bei der Entwicklung des Gehirns und dabei insbesondere bei der Migration der Nervenzellen im fetalen Gehirn eine Rolle spielt.[10] Daneben werden aber auch noch verschiedene andere Gene bzw. Genvarianten als Ursache der Legasthenie diskutiert, sodass derzeit nicht von einer monogenetischen Ursache ausgegangen werden kann.
2. Neurologie: Bereits Neugeborene aus Risikofamilien zeigen abweichende Hirnstrommuster bei der Darbietung sprachlicher und nicht-sprachlicher akustischer Stimuli.[11][12] Auch bei Schülern und Erwachsenen mit Legasthenie konnten mit Hilfe von bildgebenden Verfahren beim Lesen Abweichungen der Aktivierungsmuster in der Großhirnrinde nachgewiesen werden. Diese betreffen vorwiegend die sprachverarbeitenden Zentren im Schläfen- und Stirnlappen der linken Hirnhälfte, in der im Vergleich zu nicht-legasthenen Personen andere Aktivierungszentren und -lokalisationen zu finden sind. Man beobachtete auch, dass die zuständigen Hirnzentren nicht ausreichend synchron arbeiten oder nicht ausreichend vernetzt sind. Weiterhin liegen Hinweise auf ein Defizit in der Verarbeitung schneller Folgen von Stimuli vor, das auf eine weniger effiziente Erregungsweiterleitung in der Seh- und Hörbahn zurückzuführen ist.
3. Wahrnehmungs- und Blickfunktionsstörungen: Störungen der auditiven und/oder visuellen Wahrnehmungen sowie Störungen der Blicksteuerung können zu einer Lese- und Rechtschreibstörung und Dyskalkulie beitragen, auch wenn periphere Hör- und Sehprobleme Ausschlusskriterien einer LRS-Diagnose sind. Die Blicksprünge (Sakkaden) von Kindern mit LRS sind oft zeitlich unpräziser als diejenigen gleichaltriger Kinder, und bis zu 60 % der legasthenischen Kinder haben Probleme, ihren Blick bewusst präzise so zu steuern, wie es beim Lesen von Text nötig ist (siehe auch Punkt 2. Neurologie).[13][14][15][16]Zusammenhang Legasthenie und Sprachentwicklungsverzögerung

Zusammenhang Legasthenie und Sprachentwicklungsverzögerung

4. Risikofaktor Sprachentwicklungsverzögerung: Kinder durchschreiten meistens mit circa 18 bis 24 Monaten die 50-Wort-Grenze und beginnen Zweiwortsätze zu verwenden.[17] 13 bis 20 % der Kinder verfügen jedoch auch im Alter von 24 Monaten noch nicht über 50 Wörter. Diese Kinder bezeichnet man als „late talkers“, zu Deutsch „Spätsprecher“.[18] Etwa die Hälfte der „late talkers“ holt den Entwicklungsrückstand bis zu einem Alter von drei bis vier Jahren wieder auf (sog. „late bloomers“ zu Deutsch „Spätzünder“), bei der anderen Hälfte manifestiert sich eine Sprachentwicklungsstörung. Bei etwa 50 % der Kinder mit einer Sprachentwicklungsverzögerung tritt wiederum in der Folge eine Lese- und Rechtschreibstörung auf.[19] Man kann also sagen, dass ungefähr ein Viertel der Kinder, die im Alter von 24 Monaten noch keine 50 Wörter verwenden können und noch nicht in Zweiwortsätzen sprechen, später eine Lese- und Rechtschreibstörung entwickeln.
5. Phonologische Informationsverarbeitung: Die phonologische Bewusstheit ist der wichtigste Einzelprädiktor (= Merkmal mit Vorhersagekraft) der Leseentwicklung,[20] und es konnte ein enger Zusammenhang zwischen ihr und der Rechtschreibleistung nachgewiesen werden.[20][21][22] Etwa zwei Drittel der Kinder, die später eine Lese-Rechtschreib-Störung entwickeln, können bereits im Vorschulalter oder zum Zeitpunkt der Einschulung anhand von Schwächen der phonologischen Bewusstheit erkannt werden.[23][24]
6. Häusliche Lesesozialisation: Kinder aus schwächeren sozialen Schichten haben ein erhöhtes Risiko für das Auftreten von Lese-Rechtschreib-Schwierigkeiten.[25] Ungünstige sozioökonomische Verhältnisse führen aber nicht zwangsläufig zu Schwierigkeiten im Lesen und Schreiben. Ein weiterer, aber noch nicht ausreichend erforschter Faktor ist auch der häusliche Fernsehkonsum. Es ist noch unklar, inwiefern das Fernsehen als Ursache für die schwächeren Sprach- und Leseleistungen der „Vielseher“ betrachtet werden kann. Ebenso plausibel ist die Annahme, dass Kinder mit sprachlichen Defiziten lediglich das „leichtere“ Medium Fernsehen als Freizeitbeschäftigung bevorzugen. Während der Konsum von Erwachsenen- und Unterhaltungssendungen durchgängig negative Zusammenhänge mit den Sprach- und Leseleistungen der Kinder aufweist, ergeben sich für Sendungen mit pädagogischer Intention tendenziell positive Korrelationen. Andererseits erbringen Kinder mit besonders hohem Fernsehkonsum in der Regel die schwächsten Leistungen in Sprach- und Lesetests.[26][27]
7. Sonstige: Die Symptome der LRS treten – nach dem Unterricht/Einlernen und Behalten im Gehirn – erst beim Reproduzieren des Gelernten auf. Tatsächlich ist dieser Erklärungsansatz in den Siebzigerjahren von einer Arbeitsgruppe um Robert Dilts in Kalifornien formuliert und praktisch erprobt worden.[28] Umfangreiche praktische Erfahrungen liegen inzwischen auch im deutschen Sprachraum vor. Es fehlt dringend eine wissenschaftliche Bewertung.

## Diagnostik
Für die Diagnostik existieren seit 2015 überarbeitete Leitlinien.
Besteht ein Verdacht auf eine Lese- und Rechtschreibstörung, so müssen zunächst organische und funktionelle Ursachen wie das Vorliegen einer Schwerhörigkeit, Fehlsichtigkeiten, sensorische und motorische Störungen des beidäugigen Sehens oder eine Amblyopie (Sinnesbeeinträchtigungen) ausgeschlossen werden. Hierzu muss das Kind von entsprechenden Fachärzten untersucht werden. Mit den Eltern sollten ungünstige Rahmenbedingungen geklärt werden wie etwa das Vorliegen seelischer und psychischer Belastungen beispielsweise aufgrund einer Trennung der Eltern, unangemessener Leistungsdruck, die häusliche Arbeits- und Wohnsituation, der Fernsehkonsum usw. Unter Umständen können bereits an dieser Stelle Ursachen für die Leistungsproblematik identifiziert und behoben werden.
Kann keine Ursache der Schwierigkeiten gefunden werden, sollte als Nächstes sowohl der Leistungsstand des Kindes als auch das Leistungsprofil erfasst werden. Hierzu gibt es sowohl eine ganze Reihe standardisierter Verfahren, als auch solche, die auf die Analyse freier Texte angewendet werden können, mit denen die Leistung des Kindes sehr genau beurteilt werden kann.
Zur Abgrenzung zwischen allgemeinen Problemen im schriftsprachlichen Bereich und der Teilleistungsstörung Legasthenie wird entsprechend der Leitlinien neben der Leistung in Lese- und Rechtschreibtests außerdem die Leistung in einem Intelligenztest herangezogen. Die Leistung in der Schriftsprache muss dabei mindestens eine Standardabweichung unter der Klassen- oder Altersnorm liegen. Die Leistungen des Kindes müssen also zu den 15,8 % schwächsten Leistungen der Bezugsgruppe gehören. Das Testergebnis des Intelligenztests muss um 1,5 Standardabweichungen höher liegen als die Leistung im Schriftsprachtest. Das genaue Verrechnungsverfahren bleibt dabei unspezifiziert. Es kann sich also um eine einfache Diskrepanz handeln oder mittels des Regressionsansatzes vorgegangen werden. Eine weniger strenge Diskrepanz von einer Standardabweichung kann angewandt werden, wenn es weitere Evidenz aus klinischen Untersuchungen gibt, z. B. zusätzliche Informationen der Lehrkräfte und Eltern, eine ausführliche Anamnese oder weitere diagnostische Informationen, obwohl Finanzpolitiker die dadurch programmierten höheren Kosten für den Staat (und die Sozialversicherungen) in der Regel negativ bewerten.
Die o. g. Diskrepanzkriterien sind Gegenstand kontroverser Debatten, da allgemein leseschwache Kinder sich in ihren Fehlerprofilen nicht von Kindern mit LRS unterscheiden und beide Gruppen unabhängig von der Intelligenz gleichermaßen von Fördermaßnahmen profitieren (siehe auch Kritik am Legastheniekonstrukt). Dementsprechend haben in der Neuregelung der Leitlinien Fachgesellschaften wie die DGPs Sondervoten gegen das Diskrepanzkriterium vorgebracht und die Diskrepanz konnte nur mit einer knappen Mehrheit von 59 % Zustimmung beschlossen werden. Das sehr einflussreiche DSM-5 (S. 73) verzichtet generell auf dieses Diskrepanzkriterium und schließt lediglich den Bereich kognitiver Minderbegabung aus, es sei denn, die Lese-Rechtschreibfähigkeiten liegen in diesem Fall sehr deutlich unterhalb der anderen schulischen Leistungen. Als Folge gibt es zumindest im englischen Sprachraum keine Unterscheidung zwischen einer allgemeinen Lese-Rechtschreib-Schwäche und einer Lese-Rechtschreibstörung (Legasthenie). Stattdessen werden ohne Unterscheidung alle Kinder mit Schriftsprachproblemen unter der diagnostischen Kategorie „Specific Learning Disorder“ (=Lernstörung) mit den Unterkategorien 315.00 „With impairment in reading“ und 315.2 „With impairment in written expression“ zusammengefasst. Im Unterschied zu den Leitlinien wird dafür der leistungsschwache Bereich für die Schriftsprachleistung dort erheblich enger gefasst und auf die schwächsten 7 % eingegrenzt.
Die Forschungskriterien nach ICD-10, die etwa auch im Multiaxialen Klassifikationsschema nach ICD-10 enthalten sind, beinhalten eine deutlich strengere Fassung dieser Diskrepanzkriterien. Sowohl die Diskrepanz zwischen dem Ergebnis in einem Intelligenzdiagnostikum und einem Schulleistungstest (Lesen, Schreiben, Rechnen; ipsativer Bezug) als auch die Diskrepanz zwischen dem Ergebnis in einem Schulleistungstest und der Leistung, die für ein entsprechendes Alter eigentlich zu erwarten wäre (soziale Bezugsnorm) beträgt 2 Standardabweichungen. Die Berechnung der erforderlichen IQ-Diskrepanz einerseits und der Bezugsgruppendiskrepanz andererseits erfolgt idealerweise unter Zuhilfenahme der z-Transformation anhand von T-Werten und IQ-Punkten.

## Prävention und Therapie
Die Lese- und Rechtschreibstörung kann sehr effektiv behandelt oder die Lernsituation verbessert werden, wenn sie frühzeitig erkannt wird. Am erfolgreichsten sind präventive Maßnahmen vor dem eigentlichen Schriftspracherwerb oder im ersten Schuljahr. Diese präventiven Maßnahmen basieren auf der Diagnose und Förderung der phonologischen Bewusstheit. Idealerweise sollten potentielle Schwierigkeiten erkannt und angegangen werden, bevor Probleme im Schriftspracherwerb überhaupt in Erscheinung treten.
Bleiben bei einem Kind dauerhafte Probleme in der Schriftsprache bestehen, so empfiehlt es sich, so frühzeitig wie möglich mit der Förderung zu beginnen. Interventionsmaßnahmen entfalten ihre größte Wirkung in den beiden ersten Grundschuljahren; danach chronifizieren die Probleme sehr rasch. Es gibt zahlreiche effektive Verfahren, die je nach Alter des Kindes und der individuellen Symptomatik zu Verbesserungen der Lese- und/oder Rechtschreibleistung führen können. Eine wirksame Förderung muss direkt am Lese- und Schreibprozess ansetzen. Dabei haben sich jene Förderprogramme am wirksamsten erwiesen, die Methoden zur Sicherung der Graphem-Phonem-Zuordnung, zur Untergliederung von Wörtern in kleinere Einheiten (Silben, Morpheme) und das wiederholte Lesen dieser Wortteile trainieren. Meist wird aber kein durchschnittliches Schriftsprachniveau erreicht, und bei einem Teil der Kinder bestehen die Probleme trotz intensiver, langjähriger Förderung fort. In diesen Fällen hat die Entlastung des betroffenen Schülers vom schulischen Notendruck Priorität (siehe „Legasthenie, Gesellschaft und Schule“). Da eine Legasthenie häufig von einer massiven Sekundärproblematik wie z. B. Schulangst begleitet wird, ist oftmals eine Ergänzung durch zusätzliche psychologische Interventionen nötig. Die Behandlung von Begleitstörungen beinhaltet unter anderem:
- Abbau von leistungsbezogenen Ängsten und Aufbau von Lernmotivation, Übungen zur Konzentration und Entspannung, die Erarbeitung von Selbsthilfemethoden, Techniken der Fehlerkontrolle und Selbstbestätigung;
- Einübung von Bewältigungsstrategien: Verarbeiten von Fehlererfahrung und Versagenserlebnissen;
- Behandlung spezifischer psychopathologischer Symptome wie z. B. Schulangst, Einnässen oder dissoziale Entwicklung.

Aufgrund der Vielzahl an Ansätzen sei an dieser Stelle auf eine Übersicht evidenzbasierter Ansätze des Kultusministeriums Österreich verwiesen. Gemäß den Empfehlungen des Bundesverbands Legasthenie und von Suchodoletz sind folgende Ansätze eher kritisch zu betrachten:
- Funktionstraining
- Training zur Verbesserung der Raum-Lage-Labilität
- Training der visuomotorischen Koordination (nicht zu verwechseln mit Blicktraining)
- Training der Koordination der Hemisphären (Edu-Kinestetik)
- psychomotorisches Training
- kybernetische Methode
- taktil-kinästhetische Methode

## Schulrecht und Sozialrecht
Die korrekte Beherrschung der Schriftsprache gilt in der heutigen Gesellschaft als Merkmal für Bildung und Intelligenz. Kinder und Jugendliche mit LRS waren als dumm oder faul stigmatisiert, lange Zeit wurde ihnen eine höhere Schulbildung versagt.
Die Notwendigkeit, die Berücksichtigung der LRS in der Schule rechtlich zu regeln, wurde 1985 zuerst von Schleswig-Holstein erkannt, das als eines der ersten Bundesländer den sogenannten Legasthenieerlass in Kraft setzte, in welchem Schülern mit diagnostizierter Lese-Rechtschreib-Störung weitreichende Rechte eingeräumt wurden, darunter Zeitzuschläge von bis zu 50 % und Notenschutz (d. h. die Nichtberücksichtigung der Rechtschreibleistung des betreffenden Schülers in allen deutschsprachig unterrichteten Fächern) bei schriftlichen Arbeiten. Die Kultusministerkonferenz (KMK) hat 2003 „Grundsätze zur Förderung von Schülerinnen und Schülern mit besonderen Schwierigkeiten im Lesen und Rechtschreiben oder im Rechnen“ beschlossen und diese 2007 überarbeitet. Heute verfügt jedes Bundesland über eigene Rechtsvorschriften dazu, wie mit schriftsprachlichen Problemen in der Schule umzugehen ist. Diese Vorschriften variieren von Bundesland zu Bundesland sehr stark, sodass es notwendig ist, sich in die betreffenden Vorschriften gezielt einzuarbeiten.

### Prüfungsverfahren und Notengebung
Hinsichtlich der Möglichkeiten der Berücksichtigung der Lese- und Rechtschreibstörung in schulischen Prüfungen wird rechtlich üblicherweise zwischen dem Nachteilsausgleich und dem Notenschutz differenziert. Der Nachteilsausgleich, insbesondere in der Form der Zeitverlängerung bei Prüfungen, ist rechtlich weitgehend anerkannt. Demgegenüber ist der Notenschutz rechtlich sehr umstritten. In allen Bundesländern ist vorgesehen, dass mit einer Bemerkung im Zeugnis darauf hingewiesen wird, wenn die Rechtschreibung nicht bewertet wurde. Der Bayerische Verwaltungsgerichtshof hat diese Bemerkungen in Bayern für unzulässig erklärt; den Vermerken fehle eine gesetzliche Grundlage. Diese Entscheidung wurde vom Bundesverwaltungsgericht in Leipzig am 29. Juli 2015 revidiert. Es sei zulässig, darauf hinzuweisen, dass die Rechtschreibung nicht gewertet wurde, jedoch nicht, dass der Schüler Legastheniker sei. Eine gesetzliche Grundlage im Schulgesetz für einen Hinweis auf die Nichtbewertung einzelner Aspekte der Schülerleistung gebe es tatsächlich nicht, andererseits gebe es aber auch keine ausreichende gesetzliche Grundlage für den Notenschutz. Ein ministerieller Erlass sei dafür nicht ausreichend. Fehle es für den Notenschutz an einer gesetzlichen Grundlage, gelte dies auch für seine Folge, die entsprechende Bemerkung im Zeugnis. Beide seien rechtswidrig. Der Schüler könne aber nicht verlangen, dass die rechtswidrig zustande gekommene Note bestehen bleibe und nur der Vermerk getilgt werde, der die Abweichung von den sonst geltenden Leistungsanforderungen dokumentiere. Es bestehe auch aus dem verfassungsrechtlichen Verbot, behinderte Menschen wegen ihrer Behinderung zu benachteiligen, kein Anspruch auf Notenschutz ohne dessen Dokumentation im Zeugnis. Gegen das Urteil des Bundesverwaltungsgerichts sind beim Bundesverfassungsgericht seit 2015 drei Verfassungsbeschwerden anhängig.
Das Bundesverfassungsgericht hat außerdem mit Beschluss vom 9. Juni 2016 der Verfassungsbeschwerde gegen den Beschluss des Niedersächsischen Oberverwaltungsgerichts vom 20. September 2012 stattgegeben. Bei dem Beschluss des OVG Lüneburg handelt es sich um das nach viereinhalb Jahren abgeschlossene Hauptsacheverfahren nach einem Eilverfahren aus dem Jahr 2008. Das Bundesverfassungsgericht führt in Rn. 21 seines Beschlusses aus, dass die Frage von grundsätzlicher Bedeutung sei, inwieweit ein Schüler mit Legasthenie einen Anspruch auf Nichtbewertung der Rechtschreibung hat. Die Frage betreffe den Umfang des Anspruchs auf einen behinderungsbezogenen Nachteilsausgleich, den man zwar im Prinzip aus dem Grundsatz der Chancengleichheit als auch dem Benachteiligungsverbot gemäß Art. 3 Abs. 3 S. 2 GG ableiten könne. In Rn. 22 weist das Gericht darauf hin, dass bei der Anwendung von Regelungen, die den Lehrkräften einen Spielraum bei der Bewertung der Rechtschreibung geben, geprüft werden müsse, ob bei den Abwertungen die Behinderung, sofern eine solche anerkannt sei, ausreichend berücksichtigt worden sei.
Dem Abiturienten des Jahrgangs 2008, dessen Fall Anlass der o. g. Erörterungen ist, wurde bis 2019 (elfeinhalb Jahre nach seinem Eilantrag) nicht rechtskräftig beschieden, wie Fälle wie seiner grundsätzlich zu handhaben sind, d. h. ob auch nach Aushändigung des Abiturzeugnisses die Note im schriftlichen Prüfungsfach Deutsch geändert und ggf. sein Notendurchschnitt im Abitur um maximal 0,1 Notenpunkte verbessert werden muss. Der Zeugnisvermerk, dass die Rechtschreibung nicht benotet worden sei, ist verfassungsrechtlich grundsätzlich nicht zu beanstanden, bzw. aus Transparenzgründen sogar geboten, wenn damit keine Schlechterstellung von Legasthenikern gegenüber anderen Formen von Behinderung verbunden ist. Diese Praxis darf also nicht auf Fälle der Legasthenie beschränkt sein, sondern muss in allen Fällen erfolgen, in denen die Rechtschreibung oder andere Prüfungsleistungen wegen einer Behinderung oder aus anderen Einzelfallerwägungen nicht bewertet werden.

### Spezielle pädagogische Maßnahmen
Aus den Etats des jeweiligen Kultusministeriums bzw. der örtlichen Schulträger werden auf Grund von Erlassen der jeweiligen Länder spezielle pädagogische Maßnahmen in den Schulen finanziert. Dabei handelt es sich vor allem um gezielte, individuelle Förderung als Ergänzung zum normalen Unterricht und die Orientierung des Förderangebots am jeweiligen Entwicklungsstand und Leistungsprofil der Betroffenen.
Wenn eine Lehrkraft ein Wort buchstabiert und ein Kind mit anerkannter LRS dieses dennoch falsch schreibt, hängt die Bewertung des Fehlers von den individuellen Maßnahmen ab, die für das Kind festgelegt wurden. Ohne spezifische Vereinbarungen würde der Fehler als solcher gewertet. Mit gewährtem Notenschutz hingegen würde der Rechtschreibfehler nicht in die Bewertung einfließen.
Es ist daher wichtig, gemeinsam mit der Schule und gegebenenfalls unter Einbeziehung von Schulpsychologen individuelle Fördermaßnahmen sowie den Umfang von Nachteilsausgleich und Notenschutz für das betroffene Kind festzulegen.

### Definition Lese- und Rechtschreibschwacher als „krank“ und / oder „behindert“
Zusätzlich zum Schulrecht, das die Berücksichtigung der Legasthenie in der Schule regelt, ist auch das Sozialrecht relevant, das sowohl schulische Regelungen beeinflussen kann als auch die Möglichkeiten und Voraussetzungen einer außerschulischen Förderung und deren Bezahlung regelt. Neben der schulischen Förderung oder wenn die schulischen Fördermöglichkeiten ausgeschöpft sind, besteht die Möglichkeit, die Bezahlung einer außerschulischen Therapie [sic!]  einer Lese- und Rechtschreibstörung gemäß § 35a SGB VIII beim örtlich zuständigen Jugendamt zu beantragen. Dies ist, je nach Bundesland, an verschiedene Voraussetzungen (seitens des Schülers und auch der Therapiekraft) geknüpft.
Bei der fremdfinanzierten Therapie geht es in den Ländern, die sich schwer damit tun, alle von LRS betroffenen Schüler als „behindert“ einzustufen (noch im September 2012 sprach z. B. das Niedersächsische Oberverwaltungsgericht von einem „den Behinderungsbegriff erfüllenden Ausmaß der Legasthenie“), vor allem darum, eine bereits eingetretene oder drohende psychische Behinderung des jungen Menschen durch die psychischen und sozialen Folgen der Störung (seine „sekundäre Neurotisierung“) zu beheben oder abzumildern. Die Aussage einer Gutachterin, es müsse im Fall der LRS „keine Schwerbehinderung vorliegen“ und es seien „auch keine psychischen Probleme im Sinne einer drohenden oder bestehenden seelischen Behinderung wie in § 35a SGB VIII erforderlich“, wurde von Verwaltungsgerichten in Baden-Württemberg, Hessen und Schleswig-Holstein bereits in den 2000er Jahren als zutreffend bewertet.
Zentrale Voraussetzung für eine Finanzierung über Vorschriften des deutschen Sozialgesetzbuchs ist eine Anerkennung des zu Fördernden als „kranker“ oder „behinderter“ Mensch. Folgerichtig dürfen Integrationshelfer, sofern deren Einsatz und Finanzierung überhaupt bei Schülern mit einer isolierten Lese- und Rechtschreibstörung genehmigt werden, im Unterricht nicht pädagogisch tätig werden, da sie für die Förderung der Aufmerksamkeit und der Achtsamkeit, nicht aber dafür zuständig sind, Schülern bei der Vermittlung des Unterrichtsstoffs zu helfen.
Die nordrhein-westfälische Bezirksregierung Düsseldorf hingegen kritisiert die Neigung vieler Lehrkräfte, die „die LRS-Thematik als eine Sache von Fachleuten“ ansähen „und ein psychologisches Gutachten [einfordern], um eine besondere Förderung zu rechtfertigen.“ Im Regelfall müssten Pädagogen, insbesondere Deutschlehrer, in der Lage sein, das Ausmaß des Förderbedarfs eines Schülers selbstständig zu erkennen. Allerdings bestehe, so die Bezirksregierung, die pädagogische Freiheit von Lehrern nur darin, „über das optimale WIE einer Förderung zu entscheiden. Es ist nicht ins Belieben der Lehrkraft gestellt, überhaupt zu fördern oder es sein zu lassen.“

## Geschichte
1877 beschrieb Adolf Kußmaul als Erster eine Beeinträchtigung des Lese- und Schreiberwerbes, die unabhängig von der Intelligenz auftrat. Er bezeichnete diese als „Wortblindheit“, da er zunächst von einer visuellen Beeinträchtigung ausging. W. Pringle Morgan beschrieb dann 1897 die Symptome, die unabhängig von dem Sehen sind, und vermutete daher eine neurologische Begründung. CJ Thomas entdeckte die familiäre Häufung in den 1910ern und interpretierte hier eine genetische Ursache. Außerdem stellte er fest, dass männliche Personen häufiger betroffen sind. Ranschburg bringt 1916 den Begriff Legasthenie auf. Er setzte sich dafür ein, dass Betroffene außerhalb vom Regelunterricht unterrichtet und in Förderschulen geschickt werden. Er stufte die Kinder als „Geistig minderbemittelt“ ein.
Während der Zeit des Nationalsozialismus wurden die Betroffenen teils Opfer der Aktion T4.
Die Psychologin Maria Linder forschte in den 1950er und 1960er Jahren in diesem Feld und setzte sich für die Diskrepanz Betrachtung ein. Dies bedeutete, dass eine Legasthenie eine Beeinträchtigung des Lesens und Schreibens ist bei einer durchschnittlichen oder überdurchschnittlichen Intelligenz und normaler Beschulung. Dies führte dazu, dass Ranschburgs Theorien zunehmend infrage gestellt wurden und die Betroffenen wieder in den Regelunterricht integriert wurden. Mit dem ersten LRS-Erlass in Hessen im Jahr 1968 wurden Nachteilsausgleich und staatliche Förderung möglich. In den 1970er Jahren kam eine selbsterklärte „Anti-Legasthenie-Bewegung“ auf, welche die Existenz der Legasthenie anzweifelte und diese auf eine rein fehlerhafte Didaktik reduzierte. Die Ideen dieser Bewegung wurden von den Kultusministerien aufgenommen und zuvor geschaffene Möglichkeiten der Förderung und des Nachteilsausgleiches wurden zurückgenommen. Diese Entscheidung wurde von der Deutschen Gesellschaft für Kinder und Jugendpsychiatrie 1984 stark kritisiert. Als Gegenströmung zu der „Anti-Legasthenie-Bewegung“ und im Kontext der Behindertenbewegung wurde der Bundesverband Legasthenie und Dyskalkulie gegründet. Seit den 1990ern gibt es wieder zunehmend LRS-Erlasse, welche in den Bundesländern Zugänge zu Nachteilsausgleichen ermöglichen.
Seit 2016 gibt es den Tag der Legasthenie und Dyskalkulie am 30. September, um auf die Situation von Menschen mit diesen Teilleistungsstörungen aufmerksam zu machen.

## Kritik
Aus der Sicht von Medizinern erscheint die Lese- und Rechtschreibschwäche als eine Krankheit und / oder (in Deutschland) eine Behinderung im Sinne von § 2 SGB IX.
So bedauerte der Neurologe Gerd Schulte-Körne 2003 in einem im Deutschen Ärzteblatt erschienenen Artikel, dass sich die deutschen Krankenkassen nicht für die „Krankheit“ Legasthenie zuständig fühlten.
So entschied das Verwaltungsgericht Kassel in seinem Beschluss vom 23. März 2006: „Bei der Legasthenie, die durch fachärztliches Gutachten bestätigt worden ist, handelt es sich um eine Behinderung i. S. d. Art. 3 Abs. 3 S. 2 GG, auf die im Schulrecht Rücksicht zu nehmen ist.“ Dies wurde vom Bundesverfassungsgericht mit dem Urteil vom 22. November 2023 bestätigt.
Urteile wie das des Verwaltungsgerichts Hannover weisen darauf hin, dass die Behinderung durch eine Legasthenie oder Dyskalkulie für sich allein genommen keine seelischen Störungen im Sinne des § 35a SGB VIII darstellt und somit die zusätzliche Finanzierung außerschulischer Therapien durch das Jugendamt nicht automatisch gegeben ist.
Zielinski sah in der Diskrepanzdefinition ein messtechnisches Kunstprodukt ohne klare Konturen, dessen Brauchbarkeit darüber hinaus stark in Frage stünde. Shaywitz et al. bemängelten, dass die Diskrepanzdefinition eher administrative Anforderungen erfülle, für viele aber ein willkürliches Ausschlusskriterium für Fördermaßnahmen darstelle. Die Kritikpunkte im Einzelnen:
1. Fehlende Unterschiede in der Informationsverarbeitung: Kinder mit allgemein schwachen Leistungen und Kinder, die eine Diskrepanz zwischen IQ und Sprachleistungen aufweisen, unterscheiden sich auf Ebene der Worterkennung nicht voneinander, weder in Bezug auf phonologische, noch auf orthografische Operationen. Sie entwickeln sich auf dieser Ebene zudem mit der gleichen Geschwindigkeit.
2. Fehlende neuroanatomische Unterschiede: Schwache Leser mit und ohne Legasthenie-Attest zeigen keine hirnmorphologischen Unterschiede und keine Unterschiede in Aktivierungsmustern bei der Verarbeitung schriftlichen Materials.
3. Gleiche therapeutische Herangehensweisen: Kinder mit und ohne Legasthenie profitieren in identischem Ausmaß von den gleichen Fördermaßnahmen (siehe z. B. auch Weber et al. 2002).[72]
4. Lediglich schwache Hinweise auf verschiedene Ursachen: Schwache Leser mit und ohne Legasthenie weisen eine hohe Erblichkeit der Schwierigkeiten auf. Die Erblichkeit ist bei Legasthenikern in der Tendenz höher. Es handelt sich aber eher um einen quantitativen, weniger um einen qualitativen Unterschied.
5. Fehlerprofile: Kinder mit Problemen beim Lesen und Schreiben machen die gleichen Rechtschreibfehler[73], weisen eine ähnlich hohe Fehlerrate auf, entwickeln sich gleich langsam und unterscheiden sich nicht in den Fehlerprofilen.[74]

## Hilfsmittel für Betroffene mit einer Lese- und Rechtschreibstörung
Jeder Betroffene mit LRS hat verschiedene Stärken und Schwächen, auf die man mit besonderen Hilfsmitteln und Technologien reagieren kann. Dabei gibt es keine universell anwendbare Lösung für alle Probleme, aber eine behutsame Auswahl der richtigen Ausrüstung und passenden Software wird es jedem Betroffenen leichter ermöglichen, Kompensationsstrategien zu entwickeln, um dadurch auf die Dauer selbständig arbeiten zu können.
Maßnahmen zur Unterstützung von Betroffenen:
1. Unterstützung, Beratung, Hilfe und Annahme der Situation von Betroffenen, Eltern und Fachleuten zum Erkennen und zur Bestimmung des eigenen (anderen) Lernstils des Betroffenen. Hier müssen Eltern, Schule, Universität, Schulpsychologen, Schul- und Fachärzte zunächst einmal zusammenarbeiten, um zu erkennen, wo das Problem liegt. Ohne vorhergehende Anamnese kann Hilfe ins Leere greifen.
2. Lernstrategien, die die Schwächen auf der einen Seite durch Stärken auf der anderen Seite ausgleichen.
3. Ein multisensorisches Umfeld, in dem möglichst alle Sinnesorgane wie Hören, Sehen, haptische Erfahrungen (Fühlen, Greifen), und daneben Gedächtnis, Konzentration, sprachliche Fähigkeiten im Zuhören, Antworten und Gespräch gefördert werden. Hilfsmittel: Umgang mit entsprechenden Computerprogrammen, Hörbücher, Vorlesen, und Lernprogramme, die reichhaltig angeboten werden für lese-/rechtschreibschwache Schüler.
4. Es können Technische Hilfsmittel verwendet werden, wie Rechtschreibkorrektur-, Diktier- oder Vorleseprogramme.
5. Eine unterstützende Aufgabe der Betreuer ist es, die jeweils notwendigen Technologien bereitzustellen und den Schüler oder Studenten damit vertraut zu machen. Natürlich wird es auch weiterhin wichtig sein, die Schulen, Universitäten und Lehrer um Unterstützung zu bitten, damit Legastheniker ihre besonderen Hilfsmittel, wie etwa einen Laptop, besondere Arbeitsanleitungen oder ein Aufnahmegerät, auch im Alltag und späterem Leben benutzen können. Je nach Verständnis und Kompetenz der Lehrkräfte kann so Erfolg erzielt werden.
6. Den Betroffenen so annehmen, wie es ist, und strukturierte Hilfestellungen (Tagesablauf und Lernstruktur) bieten.

Des Weiteren sind Hörhilfen im Einsatz, die mit einem Mikrofon des Lehrers verbunden sind und die Stimme des Lehrers verstärken, nicht aber Umgebungsgeräusche im Klassenzimmer. Diese Hörhilfen dienen dazu, die Hörwahrnehmung und das Lesevermögen zu bessern.

## Schriftgestaltung

Einige Zeichen in der Schriftart OpenDyslexic

Klare Schriftarten können für Menschen mit Legasthenie eine Erleichterung darstellen. Dazu zählen Dinge wie eine serifenlose Schrift, ein richtiger Abstand zwischen den Buchstaben oder klar zuordenbare Zeichen. Es gibt verschiedene Versuche, diese Prinzipien in einer eigenen Schriftart zu vereinen. Viele dieser Ansätze, wie beispielsweise OpenDyslexic oder die Schriftart Dyslexie, sind allerdings bei Studien durchgefallen und schnitten teils schlechter ab als klassische Schriftarten wie Arial. Dies liegt daran, dass häufig visuelle Probleme als Ursache gesehen werden und dadurch ein falscher Ansatz verfolgt wird. Studien haben ergeben, dass Helvetica, Courier, Arial und Comic Sans einen positiven Einfluss auf den Lesefluss haben und Kursivschrift einen negativen.

## Künstlerische Darstellungen der Lese- und Rechtschreibstörung

### Film und Fernsehen
- 1981: The Princess and the Cabbie (Liebesdrama um eine reiche Frau, die unter LRS leidet), Regie Glenn Jordan[79]
- 1984: Backwards: The Riddle of Dyslexia (Kinder- und Jugendfilm über den Schüler Brian, der unter LRS leidet und daraufhin im Unterricht stört.), Regie: Alexander Grasshoff[80]
- 1985: Love, Mary (Wahre Geschichte der Dr. Mary Groda-Lewis, die straffällig wird und deren Sozialarbeiterin entdeckt, dass sie LRS hat), Regie: Robert Day[81]
- 1992: The Secret (Fernsehfilm über Mike, der nicht lesen und schreiben kann und herausfindet, dass er LRS hat und ebenso wie sein Enkel darunter leidet), Regie: Karen Arthur[82]
- 1999: Anya's Bell (Fernsehfilm über eine blinde Frau, die einem 12-jährigen Jungen mit LRS das Lesen beibringt), Regie: Tom McLoughlin[83]
- 2004: Mean Creek (Der unter LRS leidende George terrorisiert Sam, worauf Sam mit seinem Bruder Rocky beschließt, sich zu rächen, wobei die beiden jedoch auch eine andere Seite von George kennenlernen), Regie: Jacob Aaron Estes[84]
- 2005: Saint Jaques... Pilgern auf Französisch, Regie: Coline Serreau Eine illustre Gruppe macht sich auf den Weg nach Santiago de Compostela. Unterwegs lernt der junge Legastheniker Ramzi das Lesen.
- 2005: In den Schuhen meiner Schwester, Regie: Curtis Hanson[85]
- 2005: A Mind of Her Own (Basierend auf einer wahren Geschichte erzählt der Film von Sophie, die sich entscheidet, Medizin zu studieren, obwohl ihre Eltern und Lehrer ihr davon abraten, da sie Legasthenie hat.), Regie: Owen Carey Jones[86]
- 2007: Bad (Bad handelt vom Leben eines Jungen mit Legasthenie), Regie: Vincenzo Giammanco[87]
- 2007: Taare Zameen Par – Ein Stern auf Erden (Ishaan Awasthi ist sehr kreativ, versagt jedoch in der Schule. Ein Kunstlehrer erkennt, dass er legasthen ist und unterstützt den Jungen), Regie Aamir Khan[88]
- 2010: Percy Jackson – Diebe im Olymp (Fantasyfilm mit einem Teenager mit Legasthenie in der Hauptrolle), Regie: Chris Columbus[89]
- 2007: Schloss Einstein (Rolle:Tim Schneider)Staffel 11
- 2020:Schloss Einstein Staffel 23 (Rolle: Finja Freytag mit Legasthenie)
- 2020: Ragnarök (Hauptfigur Magne hat Legasthenie und verwendet verschiedene Hilfsmittel, die in der Handlung zu Narrationszwecken als Plotdevice verwendet werden), Regie: Adam Price

## Ähnliche Störungen
- Analphabetismus
- Dyslexie und Alexie – Erworbene Formen schriftsprachlicher Probleme, zum Beispiel aufgrund einer Schädel-Hirn-Verletzung oder eines Hirntumors
- Dyskalkulie – Entwicklungsverzögerung der mathematischen Fähigkeiten

## Verwandte Themen
- Lesekompetenz
- Lesbarkeit